# Walter Holsten (Theologe)
Walter Holsten (* 29. März 1908 in Osnabrück; † 13. März 1982 in Alzey) war ein evangelisch-lutherischer Theologe, Pastor und Hochschullehrer.

## Leben
Holsten studierte von 1926 bis 1930 Evangelische Theologie in Wien, Halle, Tübingen und Göttingen. 1932 wurde er an der Universität Göttingen mit der Arbeit Christentum und nichtchristliche Religion nach der Auffassung Luthers (Verlag Der Rufer, Gütersloh 1932) zum Doktor der Theologie promoviert. Am 30. Oktober desselben Jahres wurde er ordiniert und damit Pastor der Evangelisch-lutherischen Landeskirche Hannovers. 1933 wurde er Pfarrer in Moringen. In Moringen war Walter Holsten auch der zuständige Seelsorger für die Insassen des dortigen Konzentrationslagers. Allerdings wurde die seelsorgerliche Betreuung durch Heinrich Himmler persönlich untersagt. Von 1938 bis 1947 wirkte er als Pfarrer der heutigen Christuskirchengemeinde in Hasbergen. Zwischen 1943 und 1945 tat er zudem vertretungsweise Dienst in Papenburg. Im Kirchenkampf hielt er sich zur Bekennenden Kirche und ging auch zur NSDAP auf Distanz. 1946 habilitierte er sich und wurde im folgenden Jahr ordentlicher Professor für Allgemeine Religionswissenschaft und Missionskunde an der Universität Mainz. Ein besonderes Interesse Holstens lag in der Judenmission und so baute er mit Karl Heinrich Rengstorf, Friedrich Wilhelm Hopf, Alfred Jepsen, Albrecht Oepke und anderen nach dem Krieg den Evangelisch-Lutherischen Zentralverein für Mission unter Israel wieder auf. Am 31. März 1973 wurde er schließlich emeritiert.
Holstens Missionstheologie gilt als die Umsetzung von Rudolf Bultmanns existenzialem Ansatz auf dem Feld der Missiologie. Mission heißt dann, das Individuum außerhalb von geschichtlichen und sozialen Bezügen in die Entscheidungssituation zu bringen. In dieser Situation steht der Einzelne nur vor Gott. Das Individuum „existiert“ nur, insofern er von Gott angesprochen wird. Das Eschaton vollzieht sich genau in diesem Augenblick und ist keine in der Zukunft liegende Realität. Die Geschichte ist viel mehr genau dann in diesem Ereignis zu ihrem Ende gekommen.

## Ehrungen
1975 wurde Walter Holsten das Bundesverdienstkreuz verliehen.

## Schriften (Auswahl)
- Das Evangelium und die Völker. Beiträge zur Geschichte und Theorie der Mission, Berlin 1939.
- Johannes Evangelista Goßner. Glaube und Gemeinde, Göttingen 1949.
- mit Liemar Hennig, Hanns Lilje u. a.: Theologie und Liturgie. Eine Gesamtschau der gegenwärtigen Forschung in Einzeldarstellungen, Kassel 1952.
- Das Kerygma und der Mensch. Einführung in die Religions- u. Missionswissenschaft, München 1953.